# El Madres
El Madres, o Roc de Madres, és una muntanya de 2.443 metres d'altitud de l'extrem sud-oest de la Serra de Madres situat en el termenal de les comunes de Censà i Mosset, tots dos de la comarca del Conflent, a la Catalunya del Nord i de la comuna del Bosquet, del País de Sault, al Llenguadoc - País de Foix, d'Occitània.
És a l'extrem sud-oest del terme de Mosset, al nord del de Censà i al sud-est del del Bosquet. És l'extrem sud-oriental de la Serra de Madres.
És un destí freqüent en les excursions d'aquest racó dels Pirineus.
Aquest cim està inclòs al llistat dels 100 cims de la FEEC